# Ripple (Worcestershire)
Pour les articles homonymes, voir Ripple.
Ripple est un village et une paroisse civile du Worcestershire, en Angleterre. Il est situé dans la vallée de la Severn, à environ 8 kilomètres au nord de la ville de Tewkesbury. Administrativement, il relève du district de Malvern Hills. Au moment du recensement de 2011, il comptait 1 399 habitants.